# Multatuli
Eduard Douwes Dekker (ur. 2 marca 1820 w Amsterdamie; zm. 19 lutego 1887 w Ingelheim am Rhein), znany pod pseudonimem Multatuli, był niderlandzkim pisarzem. Jest uważany za najwybitniejszego prozaika niderlandzkiego XIX wieku. Jego pseudonim jest cytatem z dzieła Owidiusza, co znaczy: „wiele doświadczyłem”. Tym pseudonimem została także nazwana odkryta przez flamandzkiego astronoma Erica Waltera Elsta planetoida (7172) Multatuli.

## Życiorys
Urodził się jako syn kapitana w Amsterdamie. Jako osiemnastolatek wypłynął ze swoim ojcem na Jawę, gdzie został urzędnikiem. Po powrocie do Europy osiadł w Niemczech, chociaż pisał po niderlandzku. Wpływ na jego twórczość wywarły dzieła Goethego, Fiodora Dostojewskiego, E.T.A. Hoffmanna, Karola Dickensa, a także wielu innych pisarzy. Napisał kilka powieści, z których najważniejsza Max Havelaar of de koffiveilingen der Nederlandsche Handelmaatschappy z 1860 roku została przetłumaczona na polski po raz pierwszy w 1903 roku przez Bronisławę Neufeldównę; najnowszy przekład autorstwa Jerzego Kocha ukazał się w 1994 roku w serii Biblioteki Narodowej Ossolineum Maks Havelaar czyli Aukcje kawy Holenderskiego Towarzystwa Handlowego. Jako pisarz Douwes Dekker posługiwał się pseudonimem Multatuli i pod nim jest przeważnie katalogowany w bibliotekach. W swoich dziełach krytykował politykę kolonialną. Do swoich ulubionych pisarzy zaliczali go m.in. Sigmund Freud i Hermann Hesse. Jego postać została wspomniana w powieści Odkrycie nieba Harry’ego Mulischa. W Amsterdamie znajduje się poświęcone mu muzeum.